# Whitehill House (Rosewell)

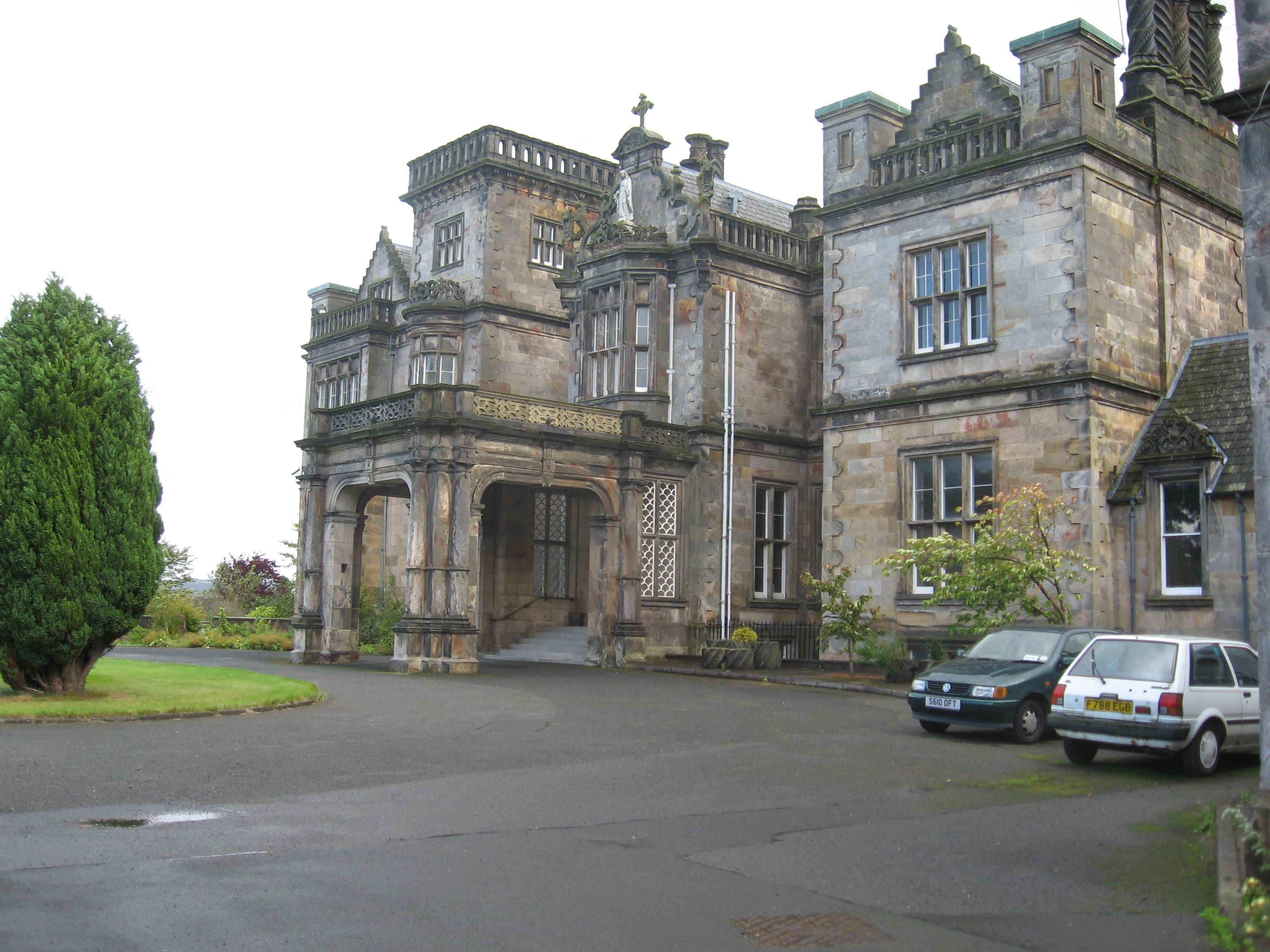
Whitehill House

Whitehill House, zeitweise auch St Joseph’s Hospital oder St Joseph’s Institution, ist ein Herrenhaus nahe der schottischen Ortschaft Rosewell in der Council Area Midlothian. 1971 wurde das Bauwerk in die schottischen Denkmallisten in der höchsten Kategorie A aufgenommen. Des Weiteren ist eine Brücke auf dem weitläufigen Anwesen als Denkmal der Kategorie C klassifiziert. Beide Bauwerke zusammen bilden ein Denkmalensemble der Kategorie B.

## Geschichte
Robert Ramsay begründete im 16. Jahrhundert einen neuen Zweig der Ramsay-Familie. Sie bewohnten ein Vorgängerbauwerk von Whitehill House, zu dem heute keine Aufzeichnung mehr existieren. Nachdem der Bau 1839 begonnen hatte, wurde Whitehill House im Jahre 1844 fertiggestellt. Bauherr war der hochrangige Militär Robert George Wardlaw Ramsay, der auch Eigentümer eines nahegelegenen Kohlebergwerks war. Für den Entwurf zeichnet der schottische Architekt William Burn verantwortlich. Zwischen 1914 und 1924 wurde Whitehill House als Krankenhaus genutzt. Dann übernahmen die Töchter der christlichen Liebe vom Hl. Vinzenz von Paul die Einrichtung und führten sie unter dem Namen St Joseph’s Institution als Pflegeanstalt weiter. 1998 wurde das Anwesen veräußert und beheimatet nun einen Golfclub.

## Beschreibung
Whitehill House liegt rund 800 m südöstlich der Ortschaft Rosewell. Ein Stück westlich verläuft der Shiel Burn dessen Wasser später in den South Esk einmündet. Das zweistöckige Herrenhaus ist dem Jakobinischen Stil nachempfunden. Die nordwestexponierte Frontseite ist annähernd symmetrisch aufgebaut. Eine Porte Cochère ist dem Eingangsportal vorgelagert. Diese ist mit toskanischen Säulen, Fries und gekehltem Gesimse gestaltet. Oberhalb des Portals, das über eine Vortreppe zugänglich ist, ist ein Architrav zu finden. Im Südwesten schließen sich die Stallungen an. Diese umschließen alle vier Seiten eines Innenhofs.

## Brücke über den Shiel Burn
Die Brücke überspannt rund 200 m nördlich von Whitehill House den Shiel Burn. Das Bauwerk stammt aus dem Jahre 1848. Das Schichtenmauerwerk der Brüstung besteht aus Sandstein. Mittig ist eine Wappenplatte aus rötlichem Sandstein eingelassen. Sie trägt die Inschrift SEMPER VICTOR (lat. für "stets siegreich").